# Louis Nirenberg
Pour les articles homonymes, voir Marshall Warren Nirenberg et William Nierenberg.
Louis Nirenberg, né le 28 février 1925 à Hamilton en Ontario et mort le 26 janvier 2020, est un mathématicien américain d'origine canadienne, auteur de contributions majeures en analyse.

## Carrière
Louis Nirenberg est né en 1925 à Hamilton, en Ontario, mais a grandi à Montréal. Il fréquente l’école secondaire Baron Byng et obtient son diplôme de premier cycle de l’Université McGill, où il étudie en mathématiques et en physique. Après l’obtention de son diplôme, il travaille au Conseil national de recherches du Canada sur le projet Manhattan. Il reçoit son doctorat en 1949 de la New York University (NYU), ce qui lui permet d’obtenir un poste de professeur au Courant Institute of Mathematical Sciences de la NYU.
Les années d'après-guerre ont été une période remarquable pour les mathématiques à l'université de New York. Parmi ses camarades d'études, il y a Eugene Isaacson, Peter Lax, Joseph Keller, Martin Kruskal, Cathleen Morawetz, Harold Grad ou  Avron Douglis. Louis Nirenberg est resté à l'université de New York : après avoir obtenu son doctorat en 1949 sous la direction de James Johnston Stoker et Kurt Friedrichs (The Determination of a Closed Convex Surface Having Given Line Elements), il a occupé un poste de post-doctorant pendant deux ans, puis a rejoint la faculté en 1951. Il a été professeur de mathématiques de 1957 à 1999, date à laquelle il a pris sa retraite et est devenu professeur émérite. Il a été directeur de l'Institut Courant de 1970 à 1972. C'est lui qui a accueilli John Nash, et lui a indiqué des problèmes à résoudre en géométrie (le plongement isométrique) et en analyse différentielle.

## Distinctions
Louis Nirenberg a reçu de nombreuses distinctions, dont le prix Bôcher (prix pour les analystes) en 1959, le prix Crafoord en 1982, le prix Jeffery-Williams en 1987, le prix Steele pour l'ensemble de sa carrière en 1994, la National Medal of Science en 1995, la médaille Chern en 2010 et, avec John Forbes Nash, le prix Abel en 2015.
Nirenberg était membre de l'Académie américaine des arts et des sciences depuis 1965, membre de la National Academy of Sciences depuis 1969 et fellow de l'American Mathematical Society en 2013. Il était aussi membre de l'Académie des Lyncéens (1978), l'Accademia Mediterranea della Scienza (1982), Académie des sciences (1989), Istituto Lombardo Accademia Scienze e Lettere (1991), Académie ukrainienne des sciences (1994), et de l'Académie norvégienne des sciences et des lettres (2015). Il a été fait docteur honoris causa de l'université  McGill (1986), l'université de Pise  (1990), université Paris-IX-Paris-Dauphine (1990), Université McMaster (2000), Université de la Colombie-Britannique (2010); et a été nommé professeur honoraire de l'université de Nankai (1987), université du Zhejiang (1988), et université de Pékin (2016).
L'astéroïde (11796) Nirenberg a été nommé en son honneur

## Recherche
Chercheur actif et communicant, Louis Nirenberg a eu 46 étudiants en thèse et 404 descendants académiques. L'impact de Nirenberg était en partie dû à sa capacité d'identifier des problèmes et à trouver les outils nécessaires pour les résoudre. Ses premiers travaux sur les problèmes de géométrie avaient ce caractère ; d'autres exemples incluent ses articles dans les années 60 avec Joseph Kohn sur les problèmes de géométrie différentielle complexe, et ceux des années 80 avec Haïm Brezis sur les équations elliptiques non linéaires avec exposants critiques.
Un mode opératoire différent consistait à identifier les outils importants, puis à explorer systématiquement leur puissance. Ses travaux sur la régularité des solutions des équations et des systèmes elliptiques linéaires avaient ce caractère ; ils ont été réalisés dans les années 50 et 60 avec Shmuel Agmon et Avron Douglis. Un autre exemple est son travail sur la symétrie des solutions d'équations aux dérivées partielles non linéaires avec Basilis Gidas, Wei-Ming Ni, et Henri Berestycki.
Nirenberg s'attaquait aussi à des défis – en particulier ceux qui impliquaient des estimations ou des inégalités – et c'est ce qui a motivé de nombreux projets. Un exemple est son travail sur les solutions des équations incompressibles de Navier-Stokes, qui décrivent par exemple le débit de l'eau.